# Цифровой отпечаток устройства
Фингерпринт или отпечаток компьютера (браузера) — информация, собранная об удалённом устройстве для дальнейшей идентификации, фингерпринтинг — сбор этой информации. Отпечатки могут быть использованы полностью или частично для идентификации, даже когда cookie выключены.
Стандартная информация о конфигурации браузера уже давно собирается сервисами аналитики, чтобы отличать реальный трафик от мошеннического. С помощью скриптовых языков стал возможным сбор более индивидуальной информации. Сборка такой информации вместе в одну строку даёт в результате отпечаток компьютера. В 2010 году Фонд электронных рубежей измерил более чем 18,1 бита информационной энтропии, возможной для фингерпринта. Однако это исследование было произведено до изобретения цифрового отпечатка с использованием Canvas, который добавил ещё 5,7 бита.
В последнее время такие отпечатки стали полезными для определения и предотвращения краж личности и мошенничества с кредитными картами. Фактически, отпечаток может быть использован для предсказания вероятности мошенничества со стороны пользователя на его сигнальном профиле.
К началу 2017 года фингерпринт ограничивался используемым браузером, тем самым отпечаток легко было сменить, поменяв браузер. В 2017 был опубликован метод межбраузерного фингерпринта, позволяющий следить за пользователем из разных браузеров на одном устройстве.

## Сущность
Концепция отпечатка устройства связана с практической ценностью отпечатков пальцев человека. В идеале все машины имеют разное значение отпечатка (различие), и это значение никогда не поменяется (стабильность). В таком случае можно было бы однозначно определять каждую машину в сети без согласия пользователя.
На практике ни различие, ни стабильность не могут быть достигнуты в полной мере. Улучшение одного из параметров влечёт за собой ухудшение другого.
- Различие состоит в том, что нет двух машин с одинаковым отпечатком. Тем не менее большое количество устройств, вероятно, будут иметь одинаковые настройки и тем самым иметь одинаковые отпечатки. Это особенно актуально для установленных на заводе операционных систем. Одним из средств является использование скриптовых языков, которые будут собирать бо́льшее количество параметров. Однако это повлечёт за собой нестабильность системы, так как многие параметры поменяются со временем.
- Стабильность состоит в том, что отпечаток никогда не поменяется. Однако по определению конфигурация браузера не является гарантией. Например, один из изменяемых параметров в Cookie отображается как «вкл»/«выкл». Данное изменение может изменить и отпечаток. Таким образом следует вывод, что собирать нужно только те параметры, которые с бо́льшей уверенностью не поменяются, что повлечёт за собой уменьшение используемых параметров для сбора информации.

## Активный и скрытый сбор
Методы фингерпринта бывают скрытыми и активными.
Скрытый фингерпринт происходит скрытым запросом на клиентскую машину. Эти методы основываются на точной классификации таких параметров клиента, как конфигурация TCP/IP, цифровой отпечаток ОС, настройки IEEE 802.11 (WiFi) и смещение времени.
Активный фингерпринт основывается на том, что клиент будет позволять делать запросы. Наиболее распространённым методом является установка запускаемого кода прямо на клиентскую машину. Такой код будет иметь доступ к более скрытым параметрам, таким как MAC-адрес или уникальные серийные номера оборудования. Такая информация полезна для программ в сфере технических средств защиты авторских прав.

## Фингерпринты в модели OSI
Скрытый сбор параметров устройства ниже уровня браузера может осуществляться на некоторых уровнях модели OSI. При нормальной работе различные сетевые протоколы или вещают пакеты или заголовки, позволяющие определить параметры клиента. Вот примеры некоторых таких протоколов:
- Уровень 7: SMB, FTP, HTTP, Telnet, TLS, SNMP, DHCP[7]
- Уровень 5: NetBIOS
- Уровень 4: TCP
- Уровень 3: IPv4, IPv6, ICMP, IEEE 802.11
- Уровень 2: CDP[8]

## Ограничения
Сбор отпечатков с клиентов (при помощи браузера) может быть сделан при помощи JavaScript или других скриптовых языков для сбора большого количества параметров. Лишь два класса пользователей сети имеют серьёзные ограничения для слежки: мобильные устройства и программы с повышенной безопасностью.
Отдельной проблемой остаётся возможность пользователя иметь на одном устройстве несколько браузеров, а тем более несколько виртуальных хостов. Поскольку у каждой из сущностей может быть свой фингерпринт, менять его можно крайне быстро, если не используется новая технология кроссбраузерного фингерпринта.
Для борьбы со сбором отпечатков можно применять антидетект-браузеры — специальное ПО, позволяющее подменять или маскировать цифровой отпечаток браузера с помощью смены идентификаторов, IP-адреса и других параметров.

## Критика
Пользователи и их группы интересов могут расценивать фингерпринтинг как нарушение конфиденциальности пользователя. Компьютерные эксперты в области безопасности могут расценивать возможность снятия цифрового отпечатка как уязвимость браузера.